# كوفوريدوا
كوفوريدوا هي مستوطنة، وتجمع حضري، ومدينة كبيرة، في غانا، تقع في الإقليم الشرقي، وهي عاصمتها، بلغ عدد سكانها 99,890 نسمة.

## المناخ
يظهر الجدول التالي التغييرات المناخية على مدار السنة لكوفوريدوا:
| البيانات المناخية لـكوفوريدوا     | البيانات المناخية لـكوفوريدوا | البيانات المناخية لـكوفوريدوا | البيانات المناخية لـكوفوريدوا | البيانات المناخية لـكوفوريدوا | البيانات المناخية لـكوفوريدوا | البيانات المناخية لـكوفوريدوا | البيانات المناخية لـكوفوريدوا | البيانات المناخية لـكوفوريدوا | البيانات المناخية لـكوفوريدوا | البيانات المناخية لـكوفوريدوا | البيانات المناخية لـكوفوريدوا | البيانات المناخية لـكوفوريدوا | البيانات المناخية لـكوفوريدوا |
| الشهر                             | يناير                         | فبراير                        | مارس                          | أبريل                         | مايو                          | يونيو                         | يوليو                         | أغسطس                         | سبتمبر                        | أكتوبر                        | نوفمبر                        | ديسمبر                        | المعدل السنوي                 |
| --------------------------------- | ----------------------------- | ----------------------------- | ----------------------------- | ----------------------------- | ----------------------------- | ----------------------------- | ----------------------------- | ----------------------------- | ----------------------------- | ----------------------------- | ----------------------------- | ----------------------------- | ----------------------------- |
| متوسط درجة الحرارة الكبرى °م (°ف) | 32 (90)                       | 32 (90)                       | 33 (92)                       | 32 (89)                       | 32 (90)                       | 29 (85)                       | 28 (82)                       | 28 (82)                       | 28 (82)                       | 30 (86)                       | 32 (89)                       | 31 (88)                       | 31 (88)                       |
| متوسط درجة الحرارة الصغرى °م (°ف) | 24 (75)                       | 24 (75)                       | 26 (78)                       | 24 (76)                       | 25 (77)                       | 23 (73)                       | 23 (73)                       | 23 (73)                       | 22 (72)                       | 23 (73)                       | 23 (73)                       | 23 (73)                       | 23 (74)                       |
| الهطول مم (إنش)                   | 7.6 (0.3)                     | 25 (1.0)                      | 51 (2.0)                      | 100 (4.0)                     | 130 (5.0)                     | 150 (6.0)                     | 76 (3.0)                      | 25 (1.0)                      | 76 (3.0)                      | 76 (3.0)                      | 25 (1.0)                      | 7.6 (0.3)                     | 750 (29.6)                    |
| المصدر: Myweather2.com            |                               |                               |                               |                               |                               |                               |                               |                               |                               |                               |                               |                               |                               |

## أعلام
- إسحاق أمواكو
- إسحاق تووم
- جيرشون كوفي
- كوفي منساه
- سولي شيتو